# Eranina moysesi
Eranina moysesi är en skalbaggsart som beskrevs av Maria Helena M. Galileo och Martins 2008. Eranina moysesi ingår i släktet Eranina och familjen långhorningar.
Artens utbredningsområde är Costa Rica. Inga underarter finns listade i Catalogue of Life.